# الوردية (عفرين)
الوردية قرية سوريّة تتبع إداريّاً لمحافظة حلب منطقة عفرين ناحية شيخ الحديد، بلغ تعداد سكانها 487 نسمة حسب التعداد السكاني لعام 2004.